# Daniel Orzechowski
Daniel Orzechowski (Joinville, 1 de junho de 1985) é um nadador brasileiro, especialista no nado costas.

## Trajetória esportiva
De ascendência polonesa, Daniel começou a nadar aos quatro anos, levado pelos pais; aos dez anos já participava de competições em Jaraguá do Sul, no interior catarinense. Em 1999 passou a treinar com o técnico Ricardo Carvalho, porque a família retornou para Joinville.
Nos Jogos Sul-Americanos de 2006 em Buenos Aires, obteve a medalha de prata nos 100 metros costas e nos 4x100 metros medley, e a medalha de bronze nos 50 metros costas.
Em 2010 trancou a matrícula na faculdade de engenharia de produção e mudou-se para São Paulo, onde passou a treinar no Esporte Clube Pinheiros.
Nos Jogos Sul-Americanos de 2010 em Medellín, obteve a medalha de bronze nos 50 metros costas.
Em abril de 2012, no Troféu Maria Lenk, bateu o recorde sul-americano da prova dos 50 metros costas, com o melhor tempo do mundo do ano, 24s44.
Classificou-se para os Jogos Olímpicos de Verão de 2012 em Londres, na prova dos 100 metros costas, e ficou em 28º lugar.
Participou do Campeonato Mundial de Natação em Piscina Curta de 2012 em Istambul, onde foi à final dos 50 metros costas, ficando em sétimo lugar. Nos 100 metros costas ficou em 18º lugar e ajudou no revezamento 4x100 metros medley, que foi à final e terminou em quarto lugar.
No Campeonato Mundial de Esportes Aquáticos de 2013 em Barcelona, foi à final dos 50 metros costas, terminando em sexto lugar, e ficou em 21º lugar nos 100 metros costas.

### Recordes
Daniel é o atual detentor, ou ex-detentor, dos seguintes recordes:
Piscina olímpica (50 metros)
- Recordista sul-americano dos 50 metros costas: 24s44, marca obtida em 24 de abril de 2012[8]